# Антонио I Аччайоли
Антонио I Аччайоли (итал. Antonio I Acciaiuoli; ? — январь 1435) — суверенный афинский герцог, имевший прозвище Бастард, был незаконнорождённым сыном афинского герцога Нерио I и гречанки Марии, дочери афинского адвоката Деметрия Ренди. Отличаясь бесстрашным и дерзким нравом, он в течение всей своей жизни вёл войны, став ужасом всех соседних государей.

## Смерть отца
В 1394 году, Нерио I умер. В своём завещании он поручил защиту Афин Венецианской республике. До момента передачи городом управлял Маттео де Монтона. В его кратковременное правление на столицу герцогства напали турки, но их нападение было отбито.
Временный правитель Афин в конце 1394 года официально передал город Венеции. За это он получал ежегодную пенсию в размере 400 иперпиров из городского бюджета. Светлейшая республика с 1395 года посылала в Афины своих чиновников-подеста, которые осуществляли в городе гражданскую и военную власть. Подеста значительно урезали доходы Парфенонского храма Святой Девы в свою пользу.

## Возвращение наследства
После смерти отца в 1394 году он получил во владение город Фивы и Ливадийский замок, и стал герцогом Афин. Вступив в управление отцовским наследством, он тут же заключил союз с мужем своей сестры Бартоломеи — деспотом Мореи Феодором I — и повёл войну против мужа другой сестры (Франчески) — Карло I Токко, эпирского деспота и графа Кефалонии. В 1397 году он вторгся в Аттику, стремясь овладеть отцовским герцогством, и подеста вынужден был оборонять Афины от Антонио.
В 1402 году Антонио Аччайоли совершил стремительный налёт на Афины и захватил город. Венецианский подеста Николло Виттури укрепился на Акрополе. Местное население, уставшее от венецианского правления, с восторгом провозгласило его правителем и герцогом. Венеция объявила Антонио врагом христианской веры и оценила его голову в 8000 иперпиров. Виттури ожидал помощи от Франческо Бембо, бальи Негропонта, но в конце года пришло известие, что тот на пути в Аттику попал в плен к Антонио.
В феврале 1403 года, после семнадцатимесячной осады, гарнизон крепости стал страдать от голода, и Николо Виттури сдал Акрополь Антонио. 31 марта 1405 года был заключен мир, по которому Республика признала Антонио I Аччайоли суверенным афинским герцогом, но вассалом и гражданином Венеции.

## Войны с соседями
Продолжая войны, Антонио I в 1406 году занял крепость Старию. В 1410 году он в союзе с турками атакой на венецианский Навплион нарушил мир. Итальянцы запросило мира с Османской империей, и в 1419 году он был заключен.
В 1407 году умер, не оставив детей, зять и союзник Аччайоли морейский деспот Феодор I. Ему наследовал племянник Феодор II. В числе земель, унаследованных новым деспотом, был Коринф. Этот город был приданым жены Феодора I — Бартоломеи Аччайоли, сестры Антонио. Так как Бартоломея и её муж умерли бездетными, Антонио счёл себя наследником сестры и в 1423 году овладел Коринфом.

## Культурная жизнь герцогства
Антонио никогда не забывал, что он флорентинец по происхождению, а значит, поклонник образования и искусств, и старался придать Афинам блеск культурной столицы Греции. Он приказал восстанавливать античные памятники и ремонтировать здания, а также поощрял рыцарство. Он пригласил к себе своих родственников Аччайоли и раздал им государственные и церковные должности. Его дядя, Джованни Аччайоли, стал архиепископом Фив. При Антонио I оживилась торговля в герцогстве. Флорентийские купцы получили в Афинах большие торговые привилегии по сравнению с остальными. Все войны, которые вёл герцог, были удачно завершены, и край мог наслаждаться миром. При нём Афины были благоустроены и украшены. Греческий историк Халкокондил называл Антонио мудрым и щедрым правителем.

## Конец правления
В 1422 году могущественный король Арагона и Сицилии, Альфонс V, назначил в Афины своего губернатора, каталонца Томмазо Беральдо. Альфонс, как наследник своего прадеда, Педро IV Церемонного, считал себя сюзереном афинского герцогства. Архиепископ Фив Джованни Аччайоли тогда находился в Риме, и немедленно отправился в Венецию, чтобы заручиться поддержкой сената против арагонских претензий на Афинское герцогство. Сенат оставил его прошение без внимания. Тем не менее, Антонио I не собирался уступать власть никому, и сумел удержать герцогство за собой.
В 1430 году умерла без потомства его вторая сестра Франческа, вдовствующая пфальцграфиня Кефалонии и Закинфа, завещав брату принадлежавшие ей Мегары и Сикион.

## Семья
Первой женой Антонио была Елена Халкокондил, родственница знаменитого историка. Аччайоли увидел её на чьей-то свадьбе, влюбился в неё и отобрал у мужа.
Вторым браком он был женат на греческой аристократке Матильде Мелиссине. Ни от одной из жен Аччайоли не имел детей, и завещал свой престол двоюродному племяннику Нерио Аччайоли.
Герцог умер после удара в январе 1435 года.